# 말보로 전쟁
"말보로 전쟁"은 2009년에 개봉한 대한민국의 영화이다.

## 캐스팅
- 연제욱 : 장생수 역
- 이은우 : 최은영 역
- 홍기준 : 최철권 역
- 최기섭 : 왕기섭 역
- 이도현 : 이승용 역
- 문반야 : 한소영 역
- 금동현 : 깜씨 역
- 김경룡 : 삼봉 역
- 이용녀 : 슈퍼주인 역
- 조경숙 : 옆집 주인 역
- 이응재 : 포차 주인 역
- 김종두 : 학생주임 역
- 조재룡 : 단속경찰 역
- 서진원 : 포차 손님 역
- 안재성 : 어린 생수 역